# José Maria de Araújo
José Maria de Araújo, O.S.H. (Porto, 24 de março de 1769 - Olinda, 21 de setembro de 1809) foi um frade e prelado português da Igreja Católica, bispo de Olinda.

## Biografia
Nascido no Porto, entrou para a Ordem de São Jerônimo e foi ordenado padre em 3 de março de 1792. Licenciou-se em teologia pela Universidade de Coimbra em 1794. Foi por três vezes eleito abade do Mosteiro dos Jerónimos, além de pregador régio e examinador das três ordens militares.
Foi nomeado bispo de Olinda pelo príncipe regente Dom João VI em 27 de janeiro de 1806, sendo confirmado pelo Papa Pio VII em 6 de outubro do mesmo ano e sendo consagrado em 8 de março de 1807, pelas mãos de Dom José Maria de Melo, C.O., bispo-emérito do Algarve, coadjuvado por Dom Mateus de Abreu Pereira, bispo de São Paulo e por Dom Francisco de São Dâmaso Abreu Vieira, bispo de Malaca. Tomou posse da diocese por procuração para o Frei José Joaquim de Santana Laboreiro em 14 de maio.
Chegou a Olinda em 13 de dezembro de 1807 e deu entrada solene no dia 21 de dezembro. Durante sua prelazia, enfrentou a oposição do Cabido da Sé e substituiu a Dom Caetano Pinto de Miranda Montenegro como Governador de Pernambuco, durante a sua viagem à Corte, em março de 1808.
Faleceu em Olinda em 21 de setembro de 1808, sob a forte suspeita de que foi envenenado por Bernardo Luís Ferreira, deão da Catedral de Olinda. No mesmo dia, o navio que trazia sua família de Portugal afundou antes de aportar no Porto do Recife.